# Javier Egea
Javier Egea (Granada, 29 de abril de 1952-ibíd., 29 de julio de 1999), considerado uno de los poetas españoles más importantes de los años ochenta, fue uno de los padres del movimiento poético La otra sentimentalidad junto con Luis García Montero y Álvaro Salvador. Consiguió, entre otros premios literarios, el Premio Antonio González de Lama de la Diputación de León por su libro Troppo Mare y el Premio Hispanoamericano de poesía Juan Ramón Jiménez por Paseo de los Tristes.
En sus círculos cercanos era conocido como "Quisquete".

## Biografía
Publicó pocos libros de poesía: Serena luz del viento (1974), A boca de parir (1976), Troppo Mare (1980), Paseo de los tristes (1982), La otra sentimentalidad (1983, junto a Luis García Montero y Álvaro Salvador), Argentina 78 (1977, editado en 1983 por «La Tertulia»), y Raro de Luna (1990). Gran admirador de Rafael Alberti, también publicó, junto a Luis García Montero, en 1982, el librito Manifiesto albertista, que ambos leyeron en presencia del poeta gaditano en el local «La Tertulia», en 1982. Al morir, dejó incompleto un libro que, al parecer, iba a titularse Sonetos del diente de oro, los cuales fueron publicados en 2006 por la editorial I&CILE, con reproducción en facsímil. Javier Egea no fue un poeta "académico" sino que más bien fue un poeta a pie de calle, que vivió en íntima relación con la poesía. Comprometido con la izquierda, su poesía puede ponerse en relación con las teorías literarias desarrolladas por el catedrático de la Universidad de Granada, Juan Carlos Rodríguez Gómez.
Participó en numerosos actos culturales y políticos (recitales poéticos por toda España, y en Cuba y Argentina), y realizaba actuaciones musicales y poéticas con la actriz argentina Susana Oviedo, con textos de García Lorca, Alberti y María Teresa León, Bertolt Brecht o Garcilaso de la Vega. Fue también guía de la Casa-museo de Federico García Lorca en la Huerta de San Vicente de Granada. Javier Egea, tras una honda crisis interior que ni siquiera sus amigos y familiares llegaron a detectar, se suicidó en su ciudad, el jueves 29 de julio de 1999.

## Legado
La Asociación Cultural del Diente de Oro, fundada en el año 2002 por los poetas Javier Benítez Láinez y Alfonso Salazar, tiene como principal objetivo la promoción y difusión de la obra de Javier Egea. La propia Asociación publicó un libro titulado Un día feliz (ed. La isleta del moro, 2004) con textos inéditos del poeta, y algunas fotos y en 2017 la versión póstuma de Sonetos del Diente de Oro.
En el año 2002 se publicó un homenaje al poeta titulado Contra la soledad (Barcelona, DVD), editado por Pedro Ruiz Pérez. En 2004, la colección de la Diputación de Granada Maillot Amarillo publicó también un volumen homenaje con textos inéditos suyos y escritos de algunos amigos y de críticos literarios cercanos, titulado Por eso fui cazador, editado por Elena Peregrina y con prólogo de Álvaro Salvador.
El primer ensayo académico que analizaba su obra al completo, escrito por Jairo García Jaramillo, fue publicado en 2005 por la editorial granadina I&CILE, con el título Javier Egea: la búsqueda de una poesía materialista. En él se incluía la bibliografía de y sobre el poeta más extensa recogida hasta ese momento. Recientemente ha sido reeditado, en noviembre de 2011, muy ampliado y actualizado, en la editorial granadina Zumaya, con el título de La poesía de Javier Egea (ISBN 978-84-939406-5-2), incluyendo el primer análisis de los sonetos inéditos.
Coincidiendo con el décimo aniversario de la trágica desaparición del poeta, el Ateneo de Granada y la Asociación Cultural Diente de Oro celebraron desde el 18 al 21 de noviembre de 2009 una serie de homenajes consistente en recitales, conferencias, tertulias, mesas redondas... que recalcaron y reivindicaron el valor de la obra literaria de Javier Egea. En estas actividades participaron Mariano Maresca, Luis García Montero, Álvaro Salvador, Antonio Jiménez Millán, Francisco Díaz de Castro, Joan Margarit, José Carlos Rosales, Ángeles Mora, Pere Rovira, Raúl Quinto, Luis Bagué, Ramón Repiso, Javier Benítez Láinez, Alfonso Salazar, Gracia Morales, Javier Lorenzo, Marta Badía, Ernesto Pérez Zúñiga, Andrés Soria, Juan Vida y Rubén Pérez Trujillano. El homenaje se celebró bajo el título de "Soledades Eternas. Homenaje a Javier Egea"
En 2010 Felipe Alcaraz presenta La conjura de los poetas, biografía novelada sobre Javier Egea y su entorno poético durante la Transición. En 2011, la editorial Bartleby reunió su poesía completa. La presentación del primer tomo tuvo lugar el 14 de abril de ese mismo año en Granada. El segundo tomo se publicó en 2012.
Desde la primavera de 2015 la editorial Esdrújula Ediciones se hizo cargo de la publicación de su obra completa en edición digital, con periodicidad semestral. Esdrújula ha publicado los poemarios Serena luz del viento, A boca de parir, Troppo Mare, Paseo de los tristes y la antología A pesar de sus ojos, seleccionada por Jairo García Jaramillo. Además, varios de sus poemas aparecen en la antología Todo es poesía en Granada, de la misma editorial, testimonio del esfuerzo que se está realizando en los últimos años por recuperar la obra del poeta.
Su legado fue donado a la Universidad de Granada en 2019.

## Obras
- Serena luz del viento (1974)
- A boca de parir (1976)
- Paseo de los tristes (1982, reedición en 2019)
- El manifiesto albertista (1982 en colaboración con Luis García Montero, Álvaro Salvador y Antonio Sánchez Trigueros)
- Argentina 78 (1983)
- La otra sentimentalidad (1983, obra colectiva junto a Luis García Montero y Álvaro Salvador)
- Troppo mare (1984, reediciones en 2000 y 2017)
- Raro de luna (Madrid, Hiperión,1990)
- Sonetos del diente de oro (2006, reedición en 2018)